# Guan Ping (marciatrice)
Guan Ping (1º febbraio 1966) è un'ex marciatrice cinese. Attiva a livello internazionale negli anni '80, è stata vincitrice della medaglia d'oro nella marcia ai X Giochi asiatici di Seul 1986, diventando la prima donna a laurearsi campionessa in questa disciplina nella storia della competizione, iniziando il dominio della nazionale cinese che dura ancora oggi.

## Carriera
Guan partecipò a tre edizioni dei Campionati del mondo a squadre di marcia, il cui miglior risultato nella competizione, dopo il sesto posto alla Coppa del mondo di marcia 1983 (in cui aiutò la Cina a vincere la gara a squadre), fu la conquista della medaglia d'argento nel 1985, facendo parte della squadra cinese che vinse il titolo a squadre assieme a Yan Hong e Xu Yongjiu. Durante la Coppa del mondo 1987, il trio composto da Xu, Yan e Guan venne squalificato in momenti diversi per aver sollevato entrambi i piedi da terra, lasciando la nazionale cinese al suo punto più basso nella storia della sua partecipazione alla competizione al nono posto.

## Palmarès

### Competizioni internazionali
| Anno                                     | Manifestazione  | Sede      | Evento | Risultato | Prestazione |
| ---------------------------------------- | --------------- | --------- | ------ | --------- | ----------- |
| 1983                                     | Coppa del mondo | Bergen    | 10 km  | 6ª        | 46'29"      |
| 1985                                     | Coppa del mondo | St John's | 10 km  | Argento   | 46'23"      |
| 1986                                     | Giochi asiatici | Seul      | 10 km  | Oro       | 48'40"      |
| 1987                                     |                 |           |        |           |             |
| Coppa del mondo                          | New York City   | 10 km     | -      | dq        |             |
| Campionati del mondo di atletica leggera | Roma            | 10 km     | -      | dq        |             |